# Alchemilla zapalowiczii
Alchemilla zapalowiczii é uma espécie de rosácea do gênero Alchemilla, pertencente à família Rosaceae.